# Corralitos, Veracruz
Corralitos är en ort i Mexiko.   Den ligger i kommunen Juchique de Ferrer och delstaten Veracruz, i den sydöstra delen av landet, 260 km öster om huvudstaden Mexico City. Corralitos ligger 568 meter över havet och antalet invånare är 107.
Terrängen runt Corralitos är kuperad åt nordost, men åt sydväst är den bergig. Terrängen runt Corralitos sluttar norrut. Runt Corralitos är det ganska tätbefolkat, med 75 invånare per kvadratkilometer. Närmaste större samhälle är Villa Emilio Carranza, 16,1 km norr om Corralitos. I omgivningarna runt Corralitos växer i huvudsak städsegrön lövskog.